# Gut Falkenberg

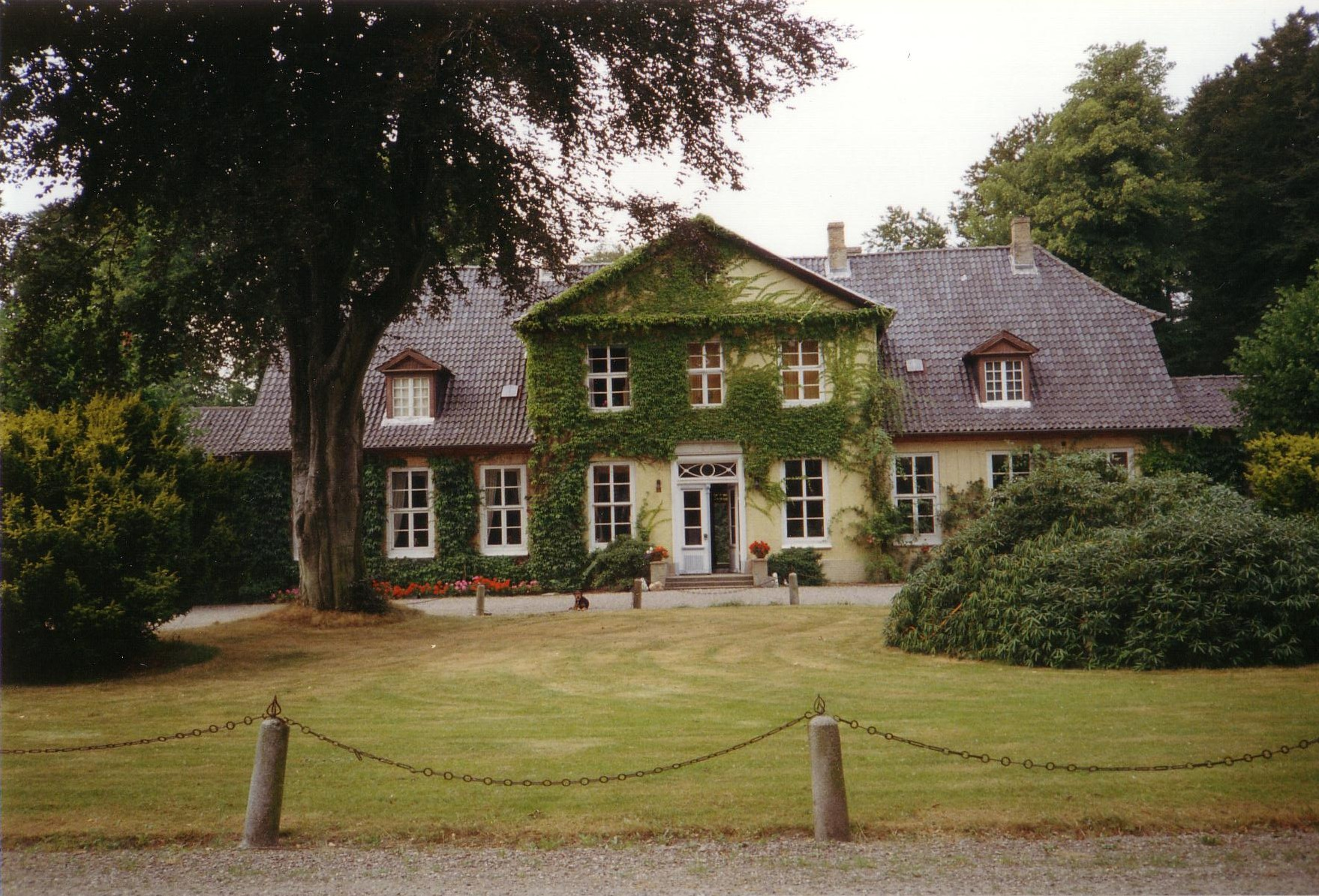
Das Herrenhaus von Gut Falkenberg im Jahr 1994

Gut Falkenberg gehört zur Gemeinde Lürschau im Kreis Schleswig-Flensburg. Das Gut soll diesen Namen erhalten haben, da auf dem Areal lebende Falken von dort im Herbst nach Süden und im Frühjahr nach Norden geflogen sein sollen.

## Geschichte
Der königlich dänische Kammerherr und Generalmajor Graf Heinrich von Reventlow (1763–1848), verheiratet mit Gräfin Sophie Anna von Baudissin (1778–1853), hatte Ende des 18. Jahrhunderts das Gebiet um den ehemaligen Freihof „Ruhekrug“ gekauft, um dort seine neue Hofanlage aufzubauen, der er nun den Namen „Falkenberg“ gab. Der „Ruhekrug“ war, wie sein Name sagt, eine alte Ruhestation am Rande des alten Ochsenwegs gewesen, in dem über Jahrhunderte die Händler mit ihren Zugochsen Station gemacht hatten.

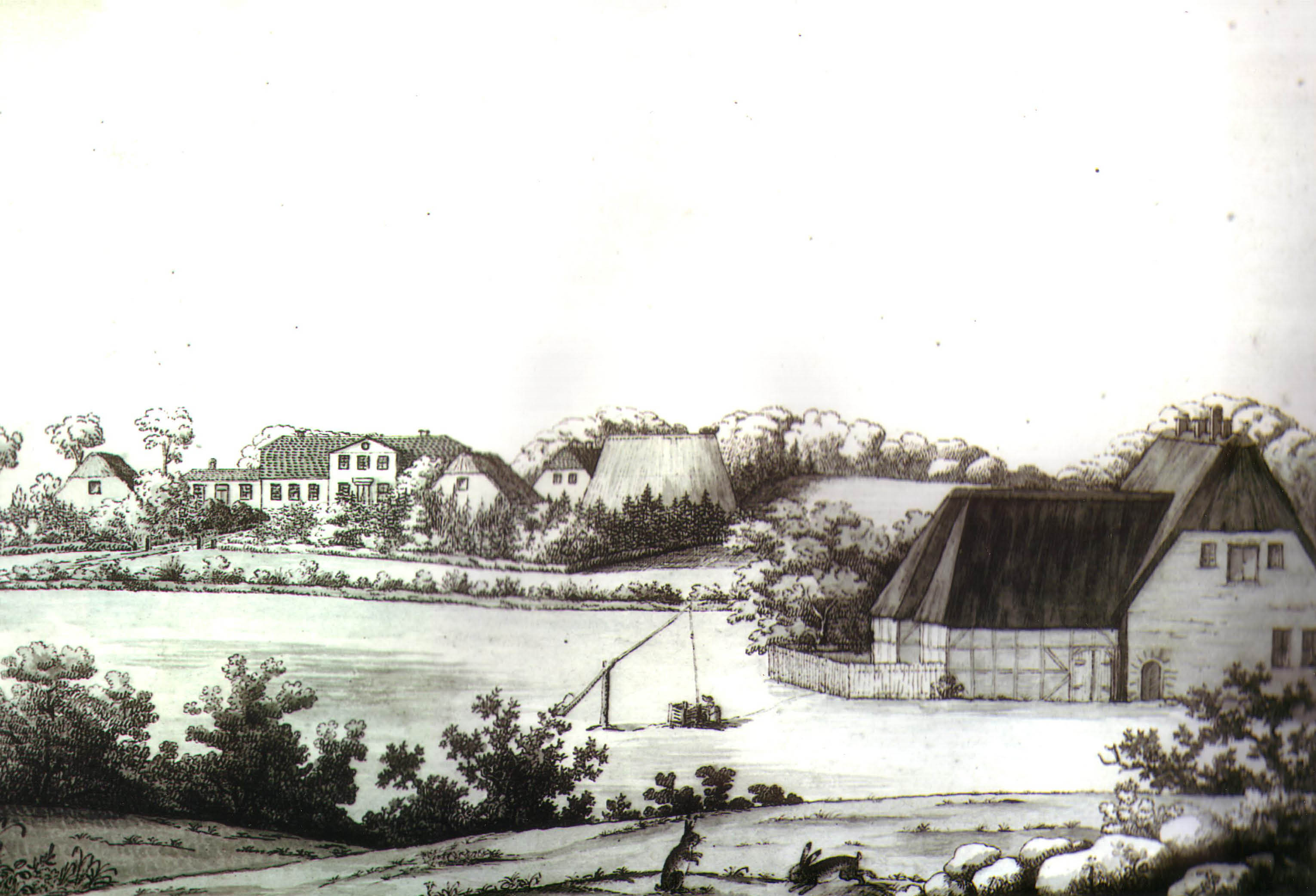
Gut Falkenberg im Jahr 1819; hinten links das neue Gutshaus
(Quelle: Skizze der Gutsbesitzerin Gräfin Sophie von Reventlou; aus ihrem Skizzenbuch)

In den Jahren 1796–1804 ließ Graf Reventlow das klassizistische Herrenhaus auf den Trümmern der benachbarten Wasserburg „Alt-Gottorp“ (alter Name:„Waterborg“) errichten, einem ovalen Wall mit einer halbmondförmigen Vorburg, einer Anlage der Schleswiger Bischöfe. Diese Burg war nach Einigung zwischen dem deutschen Kaiser Otto dem Großen (912–973) und dem dänischen König Harald Blauzahn (um 910–987) zur Einrichtung des Bistums Schleswig Mitte des 10. Jahrhunderts gebaut, jedoch spätestens im Jahr 1161 wieder verlassen worden (siehe: Schloss Gottorf) und verfiel in der Folgezeit.
Baumeister des repräsentativen Falkenberger Herrenhauses, ausgestattet mit wertvollen Stuckarbeiten, war der im Bau holsteinischer Gutshäuser und Schlösser erfahrene Architekt Carl Gottlob Horn (1734–1807), der ausschließlich im Dienst des Kaufmanns Heinrich Carl Graf von Schimmelmann und dessen Familie stand, des „reichsten Mannes Europas“. Die kunstvollen Wandmalereien in den Innenräumen, die auch heute noch erhalten sind, wurden vom italienischen Maler Giuseppe Anselmo Pellicia ausgeführt, der für seinen pompejianischen Stil bekannt war, ebenfalls in Schimmelmann'schen Diensten stand und seinerzeit auch die Herrenhäuser Emkendorf, Knoop und Ahrensburg ausgemalt hat.
Nachfolger Reventlous als Gutsherr von Falkenberg wurde dessen Schwiegersohn Adolph Baron von Blome (1798–1875). Dieser hatte im Jahr 1823 in Wittenberg Fanny Gräfin von Reventlou (1803–1856) geheiratet, die 1803 im gerade fertiggestellten Herrenhaus zu Falkenberg geboren war.
Im Deutsch-Dänischen Krieg (1848–1851) wüteten die Kämpfe auch auf Falkenberger Gebiet, da die wichtige Nord-Süd-Straße zwischen Park und Herrenhaus hindurch führte und den Gutshof durchtrennte. Das umfriedete Grab eines gefallenen dänischen Soldaten ist noch heute hier zu sehen.
Nach 1851 wurde der dänische König Friedrich VII. (1808–1863) Besitzer des Gutes. Er ließ das Herrenhaus zu einem kleinen Jagdschloss ausbauen und bewirtete in dem 12 Meter langen und 6 Meter breiten Festsaal seine Jagdgäste. Die ehemalige Gutseinfahrt verschloss das schmiedeeiserne Tor mit des Königs Initialen F. R. (Friedricus Rex), das heute restauriert direkt vor dem Herrenhaus steht.

## Gegenwart
Heute ist das nordisch schlichte und wohl proportionierte Herrenhaus verputzt, hat 9 Achsen und einen zweigeschossigen und dreieckig übergiebelten Mittel-Risalit. Das Dach ist mit Pfannen eingedeckt. Eigentümer war seit 1971 der Landwirt Claudius von Samson-Himmelstjerna (1930–2001), der Falkenberg schon seit 1958 bewirtschaftet hatte.
Im Jahr 1975 waren Gutshof und Gutshaus die Drehorte des TV-Dreiteilers „Der Stechlin“ nach dem Roman von Theodor Fontane mit u. a. Arno Assmann, Diana Körner, Willi Rose und Ulrich von Dobschütz. Zu diesem Zweck wurde das Gutshaus auf Kosten der Produktionsfirma renoviert und die Besitzer wohnten über Monate in einem Nebengebäude.
In den Jahren 1999 bis 2006 wurden Restaurierungs- und Umnutzungsmaßnahmen vorgenommen. So wurde u. a. auch der frühere Schweinestall zu Ferienwohnungen umgebaut.
Bereits während der Dreharbeiten zum TV-Film „Stechlin“ (1975) hatte es Hinweise auf weitere Wandmalereien gegeben, die man damals aber nicht weiter verfolgt hat. Erst im August 2010 fand man bei Restaurierungsarbeiten im Herrenhaus, die nach dem Eigentümerwechsel auf den Sohn, den Rechtsanwalt Armin von Samson-Himmelstjerna (* 1970), vorgenommen wurden, erneut klassizistische Wandbemalungen in recht gutem Erhaltungszustand, die – wie die schon früher entdeckten (siehe oben) – ebenfalls dem italienischen Maler Giuseppe Anselmo Pellicia zugeordnet werden. Diese Malereien im Gartensaal und in einem daneben gelegenen Kabinett zeigen Szenen aus der griechischen Mythologie mit flächig angelegten Ornamenten und großen Figuren.